# Pseudocumatidae

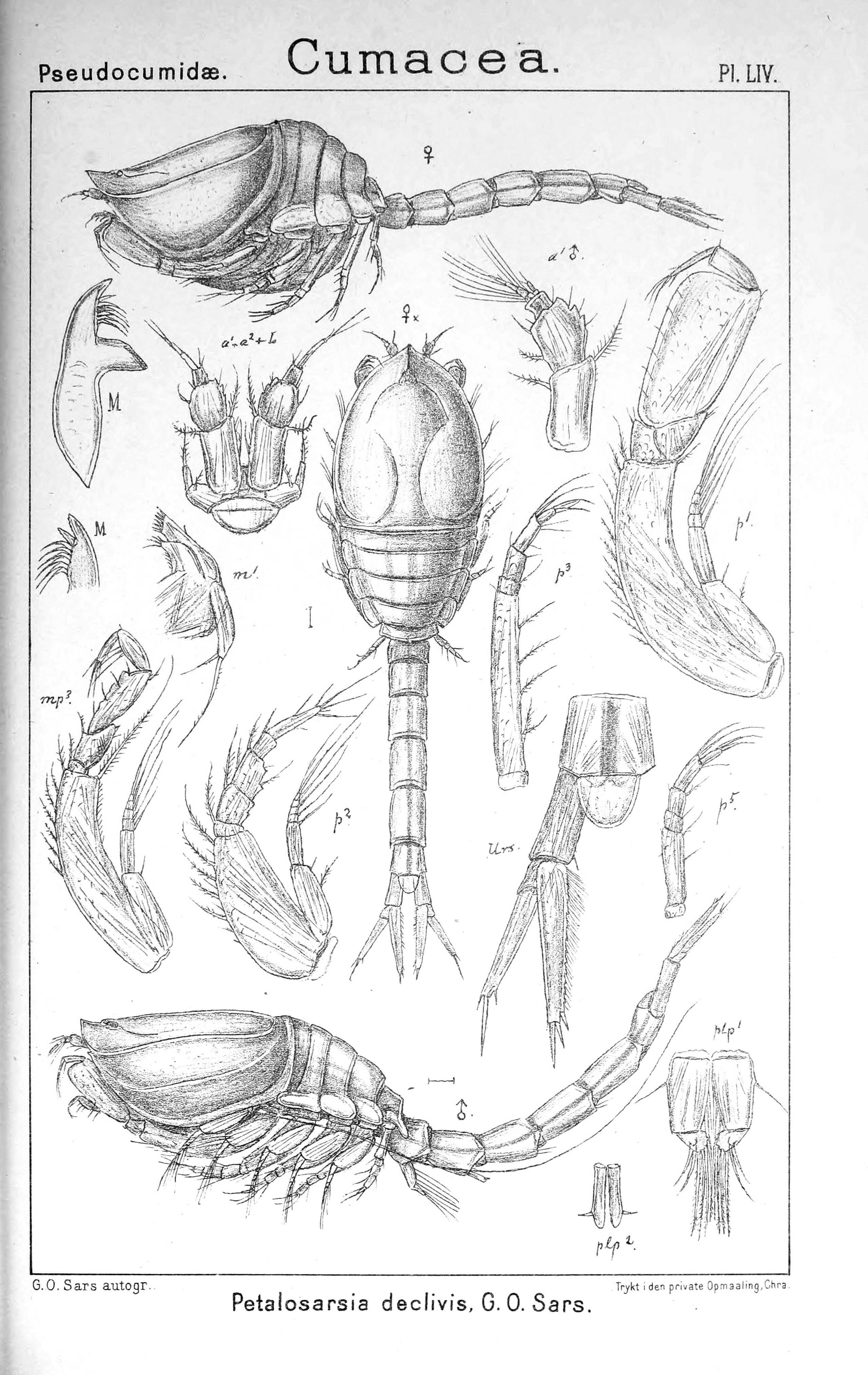
Petalosarsia declivis

Pseudocumatidae (лат.) — семейство морских кумовых раков из класса высших раков (Malacostraca). Около 30 видов.

## Описание
Морские (некоторые солоноватоводные), небольшие по размеру ракообразные, внешним видом тела напоминающие головастиков: покрытая панцирем вздутая головогрудь и грудной отдел (покрыты общим панцирем карапаксом) укрупнены и контрастируют с более тонким брюшком (плеоном), заканчивающимся хвостовой вилкой. Анальная лопасть (тельсон) развита, но маленькая в виде закруглённой пластинки, шипики отсутствуют. Антенны самок маленькие, рудиментарные. Мандибулы ладьевидные. Уроподы (удлинённые конечности шестого сегмента) имеют одночлениковую внутреннюю ветвь (эндоподит)
. 19 видов Pseudocumatidae постоянно обитают в условиях пониженной солёности и населяют Каспийское море, солоноватые акватории Азовского и Чёрного морей, а также эстуарии и бассейны впадающих в них рек: Волги, Дона, Днестра, Южного Буга, Дуная.

## Систематика
Насчитывает около 30 видов и 13 родов. Семейство было впервые выделено в 1878 году норвежским зоологом Георгом-Оссианом Сарсом (Georg Ossian Sars; 1837—1927). В российских водах Японского моря встречаются представители 1 рода и 1 вид.
- Carinocuma
- Caspiocuma Sars, 1900
- Chasarocuma Derzhavin, 1912
- Fontainella Bacescu & Muradian, 1978
- Hyrcanocuma  Derzhawin, 1912
- Kerguelenica  Ledoyer, 1977
- Monopseudocuma  McCarthy & Gerken, 2006
- Petalosarsia  Stebbing, 1863
- Pseudocuma  G.O. Sars, 1865
- Pterocuma  Sars, 1900
- Schizorhamphus
- Strauchia
- Volgacuma